# Michael Polanyi
Pour les articles homonymes, voir Polanyi.
Dans le nom hongrois Polányi Mihály, le nom de famille précède le prénom, mais cet article utilise l’ordre habituel en français Mihály Polányi, où le prénom précède le nom.
Michael Polanyi, né Mihály Pollacsek le 11 mars 1891 à Budapest en Autriche-Hongrie et mort le 22 février 1976 à Northampton en Angleterre, est un polymathe et épistémologue hongrois qui s'est intéressé à la chimie, la philosophie et à l'économie. Penseur libéral, il a participé au colloque Walter Lippmann en 1938 et est membre fondateur de la Société du Mont Pèlerin en 1947.
Il est le frère de l'économiste, spécialiste d'histoire et d'anthropologie économiques Karl Polanyi et l'oncle de le designeuse Éva Zeisel.

## Biographie

### Jeunesse
Né à Budapest, Mihály est le cinquième fils de Mihály et Cecília Pollacsek (née Cecília Wohl), respectivement des juifs ashkénazes séculiers de Ungvár (alors en Hongrie et maintenant en Ukraine) et de Vilnius en Lituanie. La famille de son père était composée d’entrepreneurs, tandis que le père de sa mère était le grand-rabbin de Vilnius. La famille part pour Budapest et magyarise son nom en Polányi.
Son père participe alors à la construction d'une grande partie du système ferroviaire hongrois, mais perd la majeure partie de sa fortune en 1899, en raison du mauvais temps qui fait exploser le budget de l'un de ses projets. Il meurt en 1905. Cecília Polányi établit alors un salon qui était très connu parmi les intellectuels de Budapest, et le maintient jusqu'à sa mort en 1939.
Le frère aîné de Mihály est Károly Polányi, économiste politique et anthropologue, et sa nièce, Éva Zeisel, est une céramiste réputée. Il a également trois cousins célèbres : Ervin Szabó, Ernő Seidler et Ernő Pór.

### Éducation
En 1909, après avoir quitté l'école supérieure de formation des professeurs de Budapest (Mintagymnasium), Mihály Polányi mène des études de physique et obtient un diplôme de médecine en 1914. Il est alors un membre actif de la Galilei Society. Avec le soutien d'Ignác Pfeifer, professeur de chimie à l'université technique József de Budapest, il reçoit une bourse pour étudier la chimie à l'institut de technologie de Karlsruhe en Allemagne. Lors de Première Guerre mondiale, il sert dans l'armée austro-hongroise comme officier médical et est envoyé sur le front serbe. Pendant un congé dû à une maladie en 1916, il écrit une thèse de doctorat sur l'adsorption. Sa recherche, encouragée par Albert Einstein, est supervisée par Gusztáv Buchböck, et en 1919 l'université de Budapest lui délivre un doctorat.

### Carrière
En octobre 1918, Mihály Károlyi établit la République démocratique hongroise et Mihály Polányi devient secrétaire au ministère de la santé. Lorsque les communistes prennent le pouvoir en mars 1919, il refuse de servir dans l'Armée rouge et retourne à la médecine. Lors du renversement du régime de Béla Kun, Polányi émigre à Karlsruhe et est invité par Fritz Haber à rejoindre le Kaiser Wilhelm Institut pour la chimie de la fibre à Berlin. En 1923, Polányi se convertit au christianisme et se marie à Magda Elizabeth Kemény lors d'une cérémonie catholique. En 1926, il prend la tête du professorat du département de l'Institut pour la chimie physique et l'électrochimie. En 1929, Magda donne naissance à János (John) qui, une fois adulte, s'établit au Canada, et à qui fut décerné le prix Nobel de chimie de 1986. Son autre fils, György (George), devient un économiste britannique connu.
Son expérience d'une inflation galopante et d'un haut chômage dans la République de Weimar conduit Mihály Polányi à s'intéresser à l'économie. Avec l'arrivée au pouvoir du parti nazi en 1933, il accepte une chaire de chimie physique à l'université de Manchester. Deux de ses disciples, Eugene Wigner et Melvin Calvin obtinrent un prix Nobel. En raison de son intérêt croissant pour les sciences sociales, l'Université de Manchester ouvre une chaire de sciences sociales (1948–58) à son intention.
En 1944, Mihály Polányi est élu membre de la Royal Society sous le nom de Michael Polanyi, et, lors de sa retraite de l'Université de Manchester en 1958, il est nommé directeur de recherches au Merton College, Oxford. En 1962, il est aussi élu comme membre étranger honoraire de l'Académie américaine des arts et des sciences.

## Travaux

### Chimie physique
Les centres d'intérêt scientifiques de Polanyi sont particulièrement diversifiés, incluant des travaux sur la cinétique chimique, diffractométrie de rayons X, et l'adsorption des gaz par des surfaces solides. Il est aussi connu pour sa théorie du potentiel d'absorption, dont on a débattu pendant un certain temps. En 1921, il posa les fondations mathématiques de l'analyse de la diffraction par les fibres. En 1934, Polanyi, à peu près en même temps que G. I. Taylor et Egon Orowan, comprend que la déformation plastique des matériaux ductiles pouvait être expliquée dans les termes de la théorie de la dislocation développée par Vito Volterra en 1905. L'avancée fut significative pour le développement de la mécanique des solides.

### Liberté et communauté
En 1936, en répondant à une invitation à donner des conférences pour le ministère soviétique de l'industrie lourde, Polanyi rencontre Boukharine, qui lui montrera comment dans la société soviétique les recherches scientifiques sont planifiées pour s'accorder aux besoins du plan quinquennal. Polanyi notera plus tard le désastre qui en était résulté pour les études en génétique dans l'Union soviétique, une fois que les théories fallacieuses de Trofim Lyssenko avaient obtenu le soutien de l'état. Certaines demandes au Royaume-Uni, par exemple par le marxiste John Desmond Bernal, pour une recherche scientifique centralement planifiée, mène Polanyi à défendre le principe que la science nécessite des débats libres. Associé à John Baker, il fonda l'influente Société pour la liberté en science.
Dans une série d'articles, republiée dans The Contempt of Freedom (1940) et The Logic of Liberty (1951), Polanyi soutint que la coopération parmi les scientifiques est similaire à la façon dont les agents économiques se coordonnent eux-mêmes avec un libre marché. Exactement comme les consommateurs dans un libre marché déterminent la valeur des produits, la science possède un ordre spontané qui survient comme conséquence d'un débat ouvert parmi les spécialistes. La science (contrairement à ce que clame Boukharine) fleurit quand les scientifiques ont la possibilité de poursuivre la vérité comme fin en elle-même :

« [S]cientists, freely making their own choice of problems and pursuing them in the light of their own personal judgment, are in fact co-operating as members of a closely knit organization. »

« Such self-co-ordination of independent initiatives leads to a joint result which is unpremeditated by any of those who bring it about. »

« Any attempt to organize the group... under a single authority would eliminate their independent initiatives, and thus reduce their joint effectiveness to that of the single person directing them from the centre. It would, in effect, paralyse their co-operation. »

Il prit l'expression ordre spontané de la psychologie de la forme (Gestalt), et elle fut adoptée par l'économiste libéral Friedrich Hayek, bien qu'on puisse remonter la trace de ce concept au moins jusqu'à Adam Smith. Polanyi (contrairement à Hayek) soutient qu'il y avait des formes supérieures et inférieures d'ordres spontanés, et il affirma que défendre la recherche scientifique selon des fondements utilitaristes ou sceptiques mine la pratique scientifique. Il étendra cette conception à un discours général à propos des sociétés libres. Polanyi défend la société libre, non pas sur les principes négatifs selon lesquels nous devons respecter les « libertés privées », mais sur les principes positifs selon lesquels les « libertés publiques » facilitent la poursuite d'idéaux objectifs.
Selon Polanyi, une société libre qui s'efforcerait d'être neutre face aux valeurs nierait ses propres fondations. Mais ce n'est pas assez pour les membres d'une société libre de croire que des valeurs comme la vérité, la justice, et la beauté, sont objectives, ils doivent aussi accepter que celles-ci transcendent notre faculté de les atteindre. L'objectivité des valeurs doit être combinée avec l'idée que tout savoir est faillible.
Dans Full Employment and Free Trade (1948) Polanyi analyse la manière dont la monnaie circule au sein d'une économie, et dans une analyse monétariste qui, d'après Paul Craig Roberts, avait trente ans d'avance sur son temps, il conclura que le libre marché ne pouvait pas s'ajuster totalement de lui-même. Une banque centrale devrait s'efforcer de modérer les progressions / dépressions économiques par une politique monétaire stricte.

## Œuvres
- Michaël Polanyi (trad. de l'anglais par Philippe Nemo, préf. Philippe Nemo), La logique de la liberté [« The logic of liberty »], Paris, PUF, coll. « Libre échange », 1989, 253 p. (ISBN 978-2-13-042614-1 et 213042614X, OCLC 21263123, lire en ligne)
- (en) Michael Polanyi, Science, faith and society, Chicago, University of Chicago Press, 1964, 96 p. (ISBN 0-226-67290-5, lire en ligne)
- (en) Michael Polanyi, Personal knowledge : towards a post-critical philosophy, Chicago, University of Chicago Press, 1962, 428 p. (ISBN 0-226-67288-3)
- (en) Michael Polanyi, The tacit dimension, Gloucester, Mass, Peter Smith, 1983, 108 p. (ISBN 0-8446-5999-1)
- (en) Michael Polanyi, Meaning, Chicago, University of Chicago Press, 1975, 246 p. (ISBN 0-226-67294-8)